# IC 1644
IC 1644 — галактика типу EN (емісійна туманність) у сузір'ї Тукан.
Цей об'єкт міститься в оригінальній редакції індексного каталогу.